# دين محمد حنيف
دين محمد حنيف (مواليد 1955) هو قيادي في حركة طالبان الأفغانية ووزير الاقتصاد الحالي. وهو أيضًا عضو في المجلس الأعلى لطالبان وعضو في فريق التفاوض في مكتب طالبان في قطر. كما شغل منصب وزير التخطيط السابق ووزير التعليم العالي في إمارة أفغانستان الإسلامية قبل خريف عام 2001.

## نشأته
ولد حنيف لقاري محمد نذير عام 1955 في منطقة يفتالي سوفلا، بولاية بدخشان. وفي سن الخامسة عشرة حفظ القرآن، ثم بدأ الدراسة في المدرسة الابتدائية مع والده. وعندما أُغلقت المدارس والمؤسسات الدينية والتعليمية ودُمرت بسبب الحروب، سافر إلى خيبر بختونخوا في باكستان عام 1985، حيث واصل تعليمه في المدارس النظامية.

## نشاطه
قبل أن يبدأ سنته الدراسية الأخيرة ظهرت حركة طالبان. فالتحق بالحركة مع مئات الطلاب من ولاية بدخشان. وشغل منصب وزير التخطيط ووزير التعليم العالي حتى سقوط كابل ونهاية إمارة أفغانستان الإسلامية.
في عام 2003 أصبح الزعيم الجهادي لولاية بدخشان وفي عام 2004 أصبح عضوًا في اللجنة السياسية. وبالمثل انتخب بأمر من الملا محمد عمر عضوا في مجلس القيادة.
يقال إنه أحد القلائل غير البشتون في قيادة طالبان لأنه من أصل طاجيكي من مقاطعة بدخشان الشمالية.